# Jixia-Akademie
Die Jixia-Akademie  (chinesisch 稷下學宮 / 稷下学宫, Pinyin Jìxià Xúegōng) aus dem alten Staat Qi auf dem Gebiet der heutigen Provinz Shandong in China war vom Ende des 4. Jahrhunderts v. u. Z. bis 221 v. u. Z. (als Qi vom Staat Qin erobert wurde) das geistige Zentrum der Zeit der Streitenden Reiche.
Ihr Name «unterhalb von Ji» stammt von dem westlichen Stadttor Ji, in dessen Nähe sie in der Stadt Linzi (chin. 臨淄 / 临淄 Pinyin Línzī, heute Stadtbezirk und Sitz der Stadtverwaltung von Zibo chin. 淄博市 Pinyin Zibó Shì), der Hauptstadt des Landes, ihren Sitz hatte. Der König unterhielt dort Gelehrte verschiedener Schulen, die komfortable Gehälter bezogen und Ehrentitel verliehen bekamen. Die Institution spielte die Rolle einer Ideenschmiede, um damit zur Verbesserung der Regierung und des Prestiges des Herrschers beizutragen. Zu ihren Mitgliedern gehörten Song Jian, Yin Wen, Peng Meng, Shen Dao, Tian Pian, Huan Yuan, Jiezi, Tian Ba, Ji Zhen, Chunyu Kun, Zou Yan, Lu Zhonglian und eine Anzahl berühmter Reisender wie Mencius und Xun Kuang (bzw. Xunzi). Das politisch-philosophische Werk Guanzi wird ihren Mitgliedern zugeschrieben. Die Debatten von Jixia fanden an allen Höfen der Zeit der Streitenden Reiche und zu Anfang der Han-Dynastie ihr Echo. Die Schule spielte eine besonders wichtige Rolle bei der Entwicklung des Naturalismus, dessen bekanntester Baustoff die Theorie der Fünf Elemente ist, sowie des gewöhnlichen Huang-Lao-Daoismus bzw. -Legalismus (chinesisch 黃老學派 / 黄老学派, Pinyin Huáng Lǎo Xúepài, der sich auf die mythischen Gestalten Huangdi und Laozi zurückführt).

## Geschichte und Wirkung
Traditionell schreibt man die Einrichtung der Jixia-Akademie dem Tian Wu (田午), Herzog Huan von Qi (齊桓公 / 齐桓公; reg. 375-357), zu, einem Spross des Tian-Clans (chin. 田氏 Pinyin Tián Shì), der im Jahr 384 v. u. Z. gerade vom Hause Jiang (姜) die Macht an sich gerissen hatte und der Qi in den Vordergrund rückte, indem er den Nachbarstaat Wei im Jahr 342 v. u. Z. bekämpfte. Gleichwohl scheint ihr eigentlicher Gründer sein Sohn, König Wei (齊威王 / 齐威王; reg. 356-320), gewesen zu sein. Nach dem Dichter und Philosophen Xu Gan (徐幹 / 徐干; 170–217), dem Autor des Zhōnglùn {chin. 中論 / 中论), unterstützte er, ermutigt von seinem Kanzler Zou Ji (鄒忌 / 邹忌), mindestens zweiundsiebzig Gelehrte – die sich der Rolle, die der Kanzler dabei spielte, kaum bewusst waren, denn «sie diskutierten gern über Regierungsgeschäfte, ließen aber keine Gelegenheit aus, es [ihm] gegenüber an Respekt fehlen zu lassen». Es ist richtig, dass die materiellen Vorteile (Kost und Logis, auch für ihre Schüler, Wagen, Geld) es den Auserwählten erlaubten, einen Lebensstil vergleichbar mit dem der Aristokratie zu führen, was sie dem König persönlich verdankten. Unter König Xuan (齊宣王 / 齐宣王; reg. 319-301) erreichte die Akademie ihren Zenit, als dieser ein prächtiges Gebäude für die Abhaltung der Debatten bauen ließ; seine Herrschaft markiert den Höhepunkt der Akademie. Mencius hat von ihm gesagt, er habe die Fähigkeiten zu einem großen Souverän, sein Potential sei aber wegen seiner Weigerung, Ordnung in seine Führung zu bringen, nicht zur Entfaltung gekommen, er habe zu sehr die Tatkraft, den Besitz, die Frauenschönheit und die Musik geliebt (vgl. Mengzi, Buch I, Abschnitt B).
Wie die Pensionsempfänger der Institution ausgewählt wurden, ist nicht klar, aber man nimmt an, dass sie auf Empfehlungen von Mitgliedern des Adels dorthin gelangten. Sie wurden eingeladen, ihre Schüler herbeizuführen und ihren Unterricht abzuhalten, was aus Jixia eine für die Epoche originelle Unterrichtsanstalt machte, die, obwohl sie von « öffentlichen » Geldern getragen wurde, ihren Lehrern vollkommene Gedankenfreiheit überließ. Tatsächlich erhielten diese neben ihren Einkünften einzigartige Ehrentitel wie den der zeremoniellen Funktion eines « Meisters der Trankopfer ». Von politischen oder administrativen Lasten befreit, hatten sie vollkommene Freiheit, ihre Ideen und Hypothesen zu entwickeln, ohne befürchten zu müssen, die Sanktionen der Realität zu erleiden. Sie konnten dem Herrscher jedoch Kandidaten für öffentliche Ämter vorstellen.

## Im Lichte der Guodian-Bambustexte
Im Jahr 1993 wurden in Grab Nr. 1 der Fundstätte Guodian in Hubei, einem einst zum Staat Chu gehörenden Ort, Textfragmente der ältesten Version des Daodejing auf Bambusstreifen gefunden (siehe Guodian-Bambustexte).
Nach Gao Zheng (Forscher am Institut für Philosophie der Chinesischen Akademie der Sozialwissenschaften) könnte der Großteil der entdeckten Bambus-Texte Lehrmaterial gewesen sein, das von den konfuzianistischen Si-Meng-Gelehrten ((思孟學派 / 思孟学派), eine konfuzianistische Schulrichtung, die sich auf Zi Si (子思) und Mencius beruft) der Jixia-Akademie verwendet wurde. Qu Yuan, der als Gesandter nach Qi geschickt wurde, könnte es 311 v. u. Z. mit nach Chu zurückgenommen haben.

## Kleine Übersicht zu den Herrschern des Hauses Tian in Qi (Tian Qi 田齊 / 田齐)
- Tian Wu 田午, Herzog Huan von Qi 齊桓公 / 齐桓公 (Qi Huan gong, reg. 374–357)
- Tian Yinqi 田因齊 / 田因齐, König Wei von Qi 齊威公 / 齐威王 (Qi Wei wang, reg. 356–320), mit dem Kanzler Zou Ji 鄒忌 / 邹忌
- Tian Pijiang 田辟疆, König Xuan von Qi 齊宣王 / 齐宣王 (Qí Xuān wáng, reg. 319–301)